# Rhyacia decorata
Rhyacia decorata là một loài bướm đêm trong họ Noctuidae.